# سباس مندس
سباس مندس (اسپانیایی: Sebas Méndez‎؛ زادهٔ ۲۶ آوریل ۱۹۹۷) بازیکن فوتبال اهل اکوادور است.
از باشگاه‌هایی که در آن بازی کرده‌است می‌توان به باشگاه فوتبال ایندپندینته دل‌وایه و باشگاه فوتبال اورلاندو سیتی اشاره کرد.
وی همچنین در تیم‌های ملی فوتبال زیر ۲۰ سال اکوادور، و اکوادور بازی کرده‌است.